# Раджин
Раджи́н (по другой транскрипции Наджин, кор. 라진구역?, 羅津區域?, япон. Расин) — портовый город в провинции Хамгён-Пукто, КНДР, расположенный на Восточном море, на северо-восточном побережье Корейского полуострова, в естественной бухте незамерзающего залива Корнилова. 

Ранее город, ныне округ (구역) в составе города прямого подчинения Расон (Насон). 
Население 59,5 тыс. человек (2004).

## История
На территории Раджина в порту Унги 10 августа 1945 года произошёл последний воздушный таран Второй мировой войны. Группа штурмовиков[каких?] под командованием младшего лейтенанта Михаила Янко, командира звена 37-го штурмового авиационного полка 12-й авиационной дивизии ВВС Тихоокеанского флота, выполняла задачу по уничтожению транспортных средств Квантунской армии в порту Расин. Уже после успешной атаки самолёт младшего лейтенанта подбили, а сам лётчик был ранен. Командир и воздушный стрелок приняли решение не покидать машину и направили пылающий штурмовик в центр портовых сооружений. 
14 сентября 1945 года Михаилу Янко присвоили звание Героя Советского Союза, а его товарища по экипажу, младшего сержанта Ивана Бабкина наградили Орденом Отечественной Войны 1-й степени (обоих посмертно). Герои, а также ещё несколько десятков воинов Советской Армии покоятся в братской могиле на склоне одного из холмов Раджина. 9 мая возле могилы проводится акция «Бессмертный полк».
Освобождён 12 августа 1945 года войсками 1 ДВФ и силами ТОФ в ходе Харбино-Гиринской операции.